# ساده‌لوح و ندیمه
ساده‌لوح و ندیمه (انگلیسی: The Soubrette and the Simp) یک فیلم کمدی صامت کوتاه به کارگردانی جرالد تی. هِـوِنـِر است که در سال ۱۹۱۴ منتشر شد. از بازیگران این فیلم می‌توان به اولیور هاردی و میبل پیج اشاره کرد.